# Scasiba
Scasiba là một chi bướm đêm thuộc họ Sesiidae.

## Các loài
- Scasiba okinawana (Matsumura, 1931)
- Scasiba rhynchioides (Butler, 1881)
- Scasiba scribai (Bartel, 1912)
- Scasiba sheni (Arita & Xu, 1994)
- Scasiba difficilis  Kallies & Arita, 2004
- Scasiba taikanensis (Matsumura, 1931)
- Scasiba tenuimarginata (Hampson, [1893])